# Rubus onsalaensis
Rubus onsalaensis är en rosväxtart som beskrevs av Ryde. Rubus onsalaensis ingår i släktet rubusar, och familjen rosväxter. Inga underarter finns listade i Catalogue of Life.